# حسينلي (سنجك)
حسينلي (بالكردية: Hopan‏) (بالتركية: Hüseyinli)‏ هي قرية كرديّة رشوانيّة تتبع إداريّاً لمديرية سنجك في محافظة أديامان التركية، بلغ عدد سكانها 758 نسمة في عام 2021 ويتبعها نجوع آقبولوت وارموطلو ودميرتبه وكوريق وكورك واوزطاش وطراقلي.